# Yoshiyuki Miyake

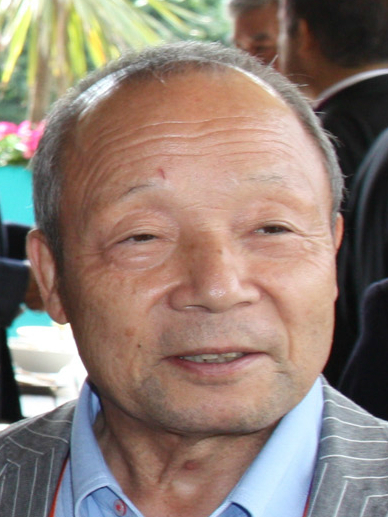
Yoshiyuki Miyake 2012

Yoshiyuki Miyake (jap. 三宅 義行, Miyake Yoshiyuki; * 30. September 1945 in Murata, Landkreis Shibata, Präfektur Miyagi) ist ein ehemaliger japanischer Gewichtheber.

## Werdegang
Yoshiyuki Miyake ist der um sechs Jahre jüngere Bruder des Olympiasiegers und mehrfachen Weltmeisters im Gewichtheben Yoshinobu Miyake. Angespornt von seinem Bruder begann auch er mit dem Gewichtheben. Er war von Statur, Aussehen und Körpergewicht seinem Bruder sehr ähnlich und startete wie dieser zunächst im Bantam- und dann im Federgewicht (damals bis 56 bzw. 60 kg Körpergewicht). Im Jahr 1964 belegte er in der japanischen Rangliste mit 315 kg im Bantamgewicht den 6. Platz. Ab 1964 entwickelte er sich aber sehr schnell und gewann schon 1965 seine erste Weltmeisterschafts-Medaille. Seine größten Erfolge waren die Siege bei den Weltmeisterschaften 1969 in Berlin und 1971 in Lima jeweils im Federgewicht/Mehrkampf, wobei er 1971 zusätzlich noch dreifacher Weltmeister in den Einzeldisziplinen Drücken, Reißen und Stoßen wurde. Bei den Weltmeisterschaften 1970 war er Dritter. Allerdings wurde er wegen Dopings disqualifiziert.
Yoshiyuki Miyake ist jetzt Geschäftsmann in Tokio.

## Internationale Erfolge/Mehrkampf
(OS = Olympische Spiele, WM = Weltmeisterschaft, Ba = Bantamgewicht, Fe = Federgewicht)
- 1965, 3. Platz, WM in Teheran, Ba, mit 345 kg, hinter Imre Földi, Ungarn, 360 kg und Shirō Ichinoseki, Japan, 355 kg;
- 1966, 3. Platz, WM in Berlin, Fe, mit 370 kg, hinter Yoshinobu Miyake, 387,5 kg und Mieczysław Nowak, Polen, 382,5 kg;
- 1968, Bronzemedaille, OS in Mexiko-Stadt, Fe, mit 385 kg, hinter Yoshinobu Miyake, 392,5 kg und Dito Schanidse, UdSSR, 387,5 kg;
- 1969, 1. Platz, WM in Sofia, Fe, mit 385 kg, vor Mladen Kutschew, Bulgarien, 385 kg und Schanidse, 380 kg;
- 1970, 1. Platz, Asian Games, Fe, mit 385 kg, vor Kasman, Indonesien, 350 kg und Tan, Burma, 330 kg;
- 1971, 1. Platz, WM in Lima, Fe, mit 387,5 kg, vor Kenkichi Ando, Japan, 382,5 kg und Norair Nurikjan, Bulgarien, 380 kg;
- 1973, 2. Platz, Turnier in Taschkent (Zweikampf), Fe, mit 250 kg, hinter Golubtsow, UdSSR, 267,5 kg und vor Kurt Pittner, Österreich, 250 kg.

## Medaillen, Einzeldisziplinen
(werden seit 1969 vergeben)
- WM-Goldmedaillen: 1971, Drücken, Fe - 1971, Reißen, Fe - 1971, Stoßen, Fe,
- WM-Silbermedaillen: 1969, Drücken, Fe - 1969, Reißen, Fe
- WM-Bronzemedaillen: 1969, Stoßen, Fe